# Gradisca (nave ospedale)
La Gradisca (già Gelria) è stata una nave ospedale della Regia Marina (e successivamente della Kriegsmarine) e un piroscafo passeggeri italiano e in precedenza olandese.

## Storia

### Il servizio comeGelria
Costruita tra il 1912 e il 1913 nei cantieri A. Stephens & Co. di Glasgow (per altra fonte, erroneamente, a Linthouse, nei Paesi Bassi) per la compagnia di navigazione olandese Royal Holland Lloyd con sede ad Amsterdam, la nave era in origine il piroscafo passeggeri Gelria, da 14.053 tonnellate di stazza lorda (poi ridotte a 13.868 o 13.870 tsl). La nave era propulsa da due macchine alternative a vapore a quadruplice espansione alimentate da 6 caldaie a carbone, che imprimevano a due eliche la potenza di 11.000 CV (per altre fonti, probabilmente erronee, 6.800 CV) consentendo una eccellente velocità di 17,5 nodi (successivamente ridottasi, con il passare degli anni, a 16).
Dopo il completamento (8 ottobre 1913) la nave venne impiegata sulla linea da Amsterdam all'America meridionale, partendo per il viaggio inaugurale su tale tratta il 5 novembre 1913.
Al momento dell'entrata in servizio il Gelria, che poteva trasportare 1.520 passeggeri (250 in prima classe, 230 in seconda, 140 in terza e 900 emigranti, successivamente ridotti a 197 in prima classe, 136 in seconda e 854 in terza), risultò una nave molto lussuosa, tanto da essere dichiarata da un settimanale britannico «la nave dell'anno»: la nave aveva tra l'altro un grande salone decorato in stile Impero e con maiolica olandese, una galleria in cui suonava un'orchestra, una sala fumatori e un grande salone parimenti lussuosi. La nave disponeva inoltre di confortevoli sistemazioni nelle cabine, che erano provviste di telefono. Tra i passeggeri celebri del piroscafo vi fu, nell'agosto 1924, durante una traversata verso l'Europa, lo scrittore Blaise Cendrars.
Il piroscafo fu in servizio sulla rotta Amsterdam-Sudamerica per quasi un ventennio, con una pausa in concomitanza con la prima guerra mondiale: disarmata nel marzo 1916 a seguito del siluramento della nave gemella Tubantia da parte di un U-Boot, la nave tornò in servizio il 12 marzo 1919.
Nel 1931 il Gelria si recò a Buenos Aires per essere osservato da funzionari del governo argentino (la compagnia armatrice intendeva infatti venderlo, causa le difficoltà insorte in seguito alla crisi economica del 1929), intenzionato ad acquistarlo per utilizzarlo per esposizioni, ma la vendita non si concretizzò e nel novembre 1931 il piroscafo, tornato ad Amsterdam, vi venne messo in disarmo.

### Il passaggio sotto bandiera italiana e gli anni trenta

Il piroscafo dopo l'acquisto da parte del Lloyd Triestino

Nel 1935, poco prima della guerra d'Etiopia, la nave venne acquistata dalla Società anonima di Navigazione Lloyd Triestino, con sede a Trieste, e fu ribattezzata Gradisca. Poco dopo l'acquisto la nave venne impiegata come trasporto truppe verso la futura Africa Orientale Italiana, compiendo due missioni.

Pochi mesi dopo la Gradisca fu una delle sei navi passeggeri (le altre erano Vienna, Aquileia, Helouan, California e Cesarea) noleggiate e poi requisite tra il giugno e l'ottobre 1935 dalla Regia Marina per aggiungersi alle due già impiegate (Urania e Tevere) per il trasporto dei feriti e dei malati tra le truppe inviate in Eritrea e Somalia in preparazione dell'invasione dell'Etiopia. 

La Gradisca viene rimorchiata entro il porto di Taranto durante la guerra d'Etiopia

Dotate di attrezzature molto all'avanguardia per l'epoca (tra cui apparati di condizionamento dell’aria), queste navi non vennero classificate e denunciate presso gli appositi organismi internazionali come navi ospedale, ma come «navi trasporto infermi»: dato che delle navi ospedale non avrebbero potuto trasportare truppe e rifornimenti ma solo feriti e malati, tale classificazione venne ideata per poter utilizzate le unità in questione come trasporti di truppe e rifornimenti per le operazioni in Eritrea e Somalia all'andata, senza ledere le convenzioni internazionali, e per rimpatriare e curare feriti e malati al ritorno (le missioni delle navi trasporto infermi si concludevano sempre a Napoli). Tale decisione venne motivata anche dal fatto che occorreva sfruttare appieno ogni singolo viaggio, dato che Massaua, Chisimaio e gli altri porti di Eritrea e Somalia erano scarsamente ricettivi e attrezzati in maniera non adeguata. Ugualmente provviste di dotazioni sanitarie e di personale medico (tra cui in media una dozzina di crocerossine), le navi trasporto infermi si distinguevano dalle navi ospedale per la colorazione, bianca ma priva di croci rosse e strisce verdi prescritte per tali unità.

Un'altra fotografia della Gradisca in servizio come nave trasporto infermi durante il conflitto italo-etiopico

Qualora fossero insorte più serie complicazioni con il Regno Unito era stato deciso che le navi trasporto infermi sarebbero state subito denunciate a Ginevra come vere e proprie navi ospedale, ma tale risoluzione non venne mai attuata. Dal 1935, quando venne requisita, al 1937 (tra il 1935 e il 1937 le navi trasporto infermi compirono in tutto 104 missioni, trasportando 42.273 tra feriti e malati) la Gradisca, dotata di 754 posti letto, venne quindi impiegata tra l'Italia e la futura Africa Orientale Italiana, trasportando truppe all'andata e infermi al ritorno. Durante questo periodo, il 22 aprile 1936, la Gradisca venne visitata a Napoli dal principe Umberto di Savoia. La nave compì in tutto cinque missioni in Africa Orientale e due in Nordafrica.
Riarmata come vera e propria nave ospedale e provvista degli adeguati contrassegni, la Gradisca venne poi impiegata insieme con altre tre navi ospedale (Aquileia, Cesarea e Helouan) nella guerra civile spagnola. Nel corso di tale conflitto, dal febbraio 1937 al luglio 1939, le quattro navi ospedale italiane effettuarono in tutto 31 missioni, trasportando dalla Spagna a Napoli 15.612 tra feriti e malati, prevalentemente appartenenti al Corpo Truppe Volontarie. La Gradisca venne utilizzata principalmente sulla rotta da Malaga e Barcellona a Napoli.
Il 7 aprile 1939 la Gradisca fu l'unica nave ospedale inviata ad assistere le truppe italiane inviate a occupare l’Albania, prendendo a bordo 179 tra feriti e malati.
Derequisita e posta in disarmo nel luglio 1939, la nave non venne restituita agli armatori, restando invece a disposizione per poter essere riconvertita, se necessario, in nave ospedale.

### La seconda guerra mondiale

#### 1940-1941

La Gradisca ormeggiata a Bari nel gennaio 1941

Poco prima dell'entrata dell'Italia nella seconda guerra mondiale, nel maggio 1940, la Gradisca venne nuovamente requisita dalla Regia Marina, e in giugno fu iscritta nel ruolo del naviglio ausiliario dello Stato come nave ospedale, dotata di 760 posti letto. Ridipinta pertanto secondo le norme stabilite dalla Convenzione di Ginevra per le navi ospedale (scafo e sovrastrutture bianche, fascia verde interrotta da croci rosse sullo scafo e croci rosse sui fumaioli), la nave, dotata di adeguate attrezzature sanitarie e imbarcato personale medico, entrò in servizio nell'agosto 1940. Nel corso dello stesso mese di agosto la Gradisca venne mandata in Libia per una prima missione.
Nel gennaio 1941 la nave ospedale svolse una missione di trasporto e cura d'infermi dall'Albania, con ritorno a Brindisi.

Il 28 marzo 1941 la Gradisca imbarcò a Valona 704 tra feriti e malati, nella maggior parte in barella, giungendo a Taranto poco dopo le dieci del mattino del 29. Poco dopo l'arrivo la nave ricevette l'ordine di prendere il mare per portare soccorso ai sopravvissuti della battaglia di Capo Matapan, conclusasi, nella notte tra il 28 e il 29 marzo, con una pesante sconfitta per la Regia Marina, che vi aveva perso gli incrociatori pesanti Zara, Pola e Fiume e i cacciatorpediniere Alfieri e Carducci. 

La nave fotografata a Taranto nel febbraio 1941

 Dei 3.465 uomini imbarcati a bordo delle cinque navi affondate, 1.023 erano stati recuperati, nella notte e nella prima mattina del 29 marzo, da cacciatorpediniere britannici, che avevano però lasciato la zona per il timore di attacchi aerei tedeschi (l'unico dei quali, comunque, avvenne alle 15:30 del 29 marzo ai danni della portaerei Formidable, in navigazione a sud di Creta), mentre altri 139 naufraghi erano stati salvati il 29 marzo da cacciatorpediniere ellenici. Prima di ripartire la Gradisca dovette sbarcare gli infermi provenienti dall'Albania, operazione che, pur condotta con la massima celerità possibile, poté terminare, a causa anche del fatto che la maggior parte dei degenti era in barella, solo alle 14:30: ultimata la messa a terra degli infermi, tra le 15 e le 15:30 la nave ospedale salpò alla volta delle acque di Capo Matapan. La ricerca fu agevolata dal fatto che il comandante della Mediterranean Fleet, ammiraglio Andrew Browne Cunningham, nell'abbandonare l'area dello scontro segnalò in chiaro via radio la posizione dei superstiti (35°30' N e 20°50' E), suggerendo di inviare una nave ospedale. Dopo aver oltrepassato gli sbarramenti e seguito la pilotina lungo la rotta di sicurezza, la Gradisca intraprese la navigazione verso il punto 35°30' N e 20°50' E, alla massima velocità (la Gradisca era la più veloce tra le navi ospedale italiane), in condizioni di tempo non buone (mare agitato e vento teso da sudovest). Nella giornata del 30 marzo la nave ospedale proseguì per la sua rotta a una velocità media di 14 nodi, e alle 19:25 individuò relitti e chiazze di nafta in posizione 35°33' N e 20°55' E, iniziando poi a cercare una zattera di naufraghi nella posizione in cui era stata indicata da un messaggio britannico, variando più volte la rotta ma senza riuscire a trovare nulla. Nella notte tra il 30 e il 31 la velocità venne ridotta a 6,5 nodi, e alle 00:30 del 31 fu ricevuto un messaggio da Supermarina, col quale si dava notizia dell'avvistamento di galleggianti da parte di aerei italiani, comunicando inoltre l'invio di aerei all'alba per agevolare le ricerche: la Gradisca fece rotta per l'area indicata e in mattinata avvistò dapprima due mine, che si cercò di far esplodere, e quindi, alle 10:35, recuperò due corpi, che poterono essere identificati. Dopo il recupero un velivolo della Luftwaffe sorvolò la nave ospedale, senza segnalare nulla. Alle 17:40 venne avvistato anche un aereo italiano (l'unico, tra quelli di cui aveva parlato Supermarina, a essere visto da bordo della nave ospedale), che non comunicò nulla di utile ai soccorsi. Alle 19:16 del giorno stesso vennero individuate delle zattere e furono inviate delle motolancie alla ricerca di superstiti: non fu trovato nessun naufrago in vita, mentre le imbarcazioni riportarono alla nave sei cadaveri, che vennero tutti identificati.

La Gradisca durante i soccorsi ai naufraghi della battaglia di Capo Matapan

Le condizioni del mare divennero più favorevoli, e la velocità della nave venne riportata a 14 nodi. Intorno alle nove di sera vennero sentite delle grida e poco dopo fu avvistata (per le ricerche notturne era impiegato l'unico proiettore di cui la nave era provvista), in posizione 35°41' N e 21°11' E, una zattera del cacciatorpediniere Alfieri, dalla quale vennero salvati quattro uomini: come consigliato da questi, la Gradisca dimezzò la velocità e proseguì la ricerca di ulteriori superstiti nelle vicinanze. Alle 5:25 del 1º aprile, con vento teso e mare nuovamente agitato, venne individuata una zattera a bordo della quale si trovavano otto superstiti, che vennero recuperati, e poi, dopo il sorgere del sole, furono avvistate altre 17 zattere del Fiume e dell'Alfieri, dalle quali vennero presi a bordo 114 naufraghi. Alle 12:20 transitò in zona un aereo tedesco a bassa quota, poco più tardi sopraggiunse un velivolo italiano della Croce Rossa, che si mise in contatto radio con la nave ospedale ma che non fornì indicazioni utili, e infine, alle 15:07, arrivò un idroricognitore britannico Short Sunderland che effettuò due giri a bassissima quota sopra la Gradisca, prima di allontanarsi. Il 2 aprile 1941 la nave allargò la zona delle ricerche, con l'ausilio delle proprie motolancie, avvistando alle nove e mezzo del mattino 16 zattere, tutte vuote; poco dopo spirò, a bordo della Gradisca, uno dei naufraghi, per assideramento, shock e ferite, nonostante le cure che gli erano state prestate. Alcuni membri dell'equipaggio della nave ospedale bersagliarono una mina con i moschetti per cercare di farla scoppiare, senza risultato. Alle 14.12 dello stesso 2 aprile vennero avvistate, in posizione 35°36' N e 21°14' E, due zattere del Carducci, dalle quali furono recuperati 21 uomini, che suggerirono di cercare nell'area (come fu fatto) altre imbarcazioni della stessa unità; tra le 15 e le 16 transitarono in zona tre aerei, il primo tedesco, il secondo britannico e il terzo italiano. Il 3 aprile la Gradisca ingrandì ulteriormente l'area delle ricerche, avvistando in successione, tra le 12:38 e le 14:06, altre quattro zattere del Carducci, dalle quali vennero recuperati 14 naufraghi. Poco dopo sopraggiunsero un velivolo inglese, uno italiano e uno tedesco; quest'ultimo sganciò delle bombe lontano dalla nave. Nella mattinata del 4 aprile vennero avvistate altre zattere già trovate in precedenza e i cui occupanti erano già stati salvati, e furono inoltre avvistate oltre 200 salme. Nel mattino 5 aprile, con foschia, vento e mare agitato, la Gradisca avvistò tre zattere vuote, e nel pomeriggio una motolancia semisommersa. Alle otto di sera, in seguito a un messaggio di Supermarina, la nave interruppe le operazioni di ricerca e fece rotta prima per Taranto e poi per Messina. Il 6 aprile venne celebrata una messa a bordo e il 7 aprile, alle 8:30, la Gradisca giunse a Messina, sbarcando i sopravvissuti alle tre del pomeriggio: 55 superstiti vennero condotti in ospedale, mentre altri 105, giudicati in buone condizioni fisiche, vennero mandati in deposito CREM. Gli otto corpi recuperati e la salma del naufrago deceduto a bordo vennero tumulati nel Sacrario di Cristo Re a Messina (per le altre salme, non recuperate, il cappellano della Gradisca aveva impartito l'assoluzione). Nel corso della missione la Gradisca aveva recuperato in tutto 161 superstiti (oltre all'uomo deceduto a bordo): 13 ufficiali, 29 sottufficiali, 119 tra sottocapi e marinai e un cuoco civile (erano invece scomparsi in mare 2.303 uomini appartenenti agli equipaggi delle navi affondate). Il colonnello medico direttore sanitario della nave stilò un rapporto in cui evidenziò la situazione dei naufraghi al momento del recupero: ustioni e ferite da schegge e da pressione (per il combattimento), digiuno per 3-6 giorni, esposizione alle intemperie, al sole e al freddo, effetti del lancio in acqua da una certa altezza, dell'immersione (specie delle gambe) nell'acqua (con effetti sulle ferite d'arma da fuoco), dimagrimento, bassa attività cardiaca, impercettibilità del polso, assideramento, ipotermia e bassa temperatura corporea, pochi casi di bronchite o broncopolmonite, stanchezza, febbre (tutti sintomi scomparsi in breve tempo nella maggior parte dei casi), singhiozzo, vomito alimentare e biliare, gastrite, effetti psicologici (euforia o, di converso, apatia, allucinazioni). Tutto l'equipaggio, il personale medico e il cappellano si prodigarono per migliorare le condizioni, sia fisiche sia psicologiche, dei sopravvissuti. L'esperienza di Matapan servì poi a migliorare le dotazioni delle navi ospedale italiane per operazioni di soccorso, imbarcando un maggior numero di proiettori di maggiore potenza nonché attrezzature per i primi soccorsi ai naufraghi.

La Gradisca in bacino di carenaggio, sul finire della primavera 1941

Il 27 maggio 1941 la Gradisca, in partenza dal Pireo per raggiungere Salonicco nell'ambito di una missione di trasporto e cura di infermi della Wehrmacht (per altra fonte la nave, salpata il 25 maggio, era in arrivo al Pireo), rimase danneggiata dall'urto contro un relitto sommerso nelle acque portuali del Pireo, durante l'attraversamento di un ristretto canale, riportando una falla e l'allagamento di alcuni compartimenti. Tre giorni dopo, il 30 maggio, la nave ospedale, che si trovava ancora al Pireo, ormeggiata alla testata del molo e adagiata su bassifondali mentre erano in corso le riparazioni, riportò altri gravi danni in conseguenza di una devastante esplosione a catena che ebbe luogo nelle acque del porto greco: alle 7:30 di quel giorno, infatti, a bordo del piroscafo francese (requisito dai tedeschi) Marie Louise Le Borgne, ormeggiato al Pireo dopo esservi giunto dal Mar Nero, si sviluppò, per cause non note e successivamente attribuite a sabotaggio, un incendio che, mentre la nave veniva rimorchiata fuori dal porto per contenere i danni ad altre unità, ne raggiunse il carico di benzina e munizioni: l'esplosione della nave francese investì altre due unità ormeggiate, il piroscafo romeno Juli, che affondò rapidamente, e il motoveliero italiano Albatros, carico di benzina ed esplosivi per un trasporto effettuato a noleggio delle autorità militari tedesche. Quest'ultimo, alle 8:30, saltò in aria a sua volta, investendo il piroscafo tedesco Alikante, che, scosso da una serie di esplosioni, affondò capovolgendosi alle 17. La Gradisca venne investita e danneggiata dalle onde d’urto delle prime due esplosioni, susseguitesi a un'ora di distanza l'una dall'altra.
Le riparazioni dei danni richiesero due mesi: nella mattinata del 1º luglio 1941 la nave venne riportata in condizioni di galleggiabilità, ma scoppiò un incendio in un deposito, ove bruciò parecchio tabacco. Dopo un'altra settimana di lavori la Gradisca riprese il mare con a bordo 161 feriti per ultimare la missione in Grecia, e, giunta a Salamina, vi imbarcò altri 129 feriti della Wehrmacht, ma, nel mattino del 17 luglio 1941, s'incagliò su un banco di sabbia nelle acque di Capo Kara (Mar Egeo) a causa di un errore del pilota tedesco.

La Gradisca alla fonda a Portolago (Lero) verso la fine dell'estate 1941

Furono necessari l'asportazione di tutti i pesi rimovibili, l'intervento del grosso rimorchiatore di soccorso Hercules e della torpediniera Sirio e l'ausilio di pompe aspiranti, che rimossero la sabbia in cui la prua si era arenata: assistita da rimorchiatori ellenici e tedeschi, la nave ospedale poté infine essere disincagliata a mezzogiorno del 23 luglio. Dopo aver fatto brevemente scalo a Rodi, la Gradisca giunse a Bari con 294 infermi, venendo quindi sottoposta a un nuovo turno di lavori a Trieste e tornando operativa nell'ottobre 1941.
Il 24 novembre 1941, durante una nuova missione in Grecia, la Gradisca venne dirottata alla ricerca dei naufraghi dei piroscafi tedeschi Maritza e Procida, affondati dalla Forza K britannica (incrociatori leggeri Aurora e Penelope, cacciatorpediniere Lance e Lively) nel pomeriggio di quel giorno (l'attacco aveva avuto inizio alle 15:47, il Maritza, colpito, era saltato in aria intorno alle 16:13 e il Procida era rapidamente affondato poco dopo) durante la navigazione da Creta a Bengasi, nonostante il tentativo di difesa da parte delle torpediniere Lupo e Cassiopea, componenti la scorta. La nave ospedale proseguì inutilmente le ricerche nel mare in burrasca, insieme con idrovolanti da soccorso tedeschi, sino al 27 novembre: non ci fu alcun superstite tra gli equipaggi dei due piroscafi affondati.

#### 1942
Nel febbraio 1942 la nave ospedale venne scelta per partecipare a una missione di scambio di prigionieri invalidi e personale tutelato dalle convenzioni internazionali (ufficiali, personale medico, crocerossine e cappellani militari) tra Gran Bretagna e Italia, da svolgersi in Turchia (si trattava del primo scambio di questo tipo tra nazioni dell'Asse e Regno Unito), e nello stesso mese ebbero inizio i lavori di adattamento per questa missione. 

Fotografia aerea della Gradisca, scattata da bordo di un velivolo da ricognizione marittima della Regia Aeronautica

Lo scambio si concretizzò due mesi più tardi: il 7 aprile, infatti, la Gradisca giunse a Smirne con a bordo 120 prigionieri britannici, che vennero scambiati con 919 italiani condotti nel porto turco dalla nave ospedale britannica Llandovery Castle. L'operazione, eseguita con il tramite delle autorità della Repubblica di Turchia, che evitarono così contatti diretti tra italiani e britannici, fu conclusa in due giorni.
Nell'estate 1942 l'unità trasse in salvo un aviatore rimasto alla deriva a bordo del proprio gommone.
L'8 agosto 1942 la Gradisca effettuò una missione di trasporto e cura di feriti e malati da Derna.
Il 3 settembre 1942 la nave trasportò a Tobruk, passando per Tripoli, 50 sanitari tedeschi e 10 tonnellate di materiale medico destinato all'Afrika Korps. Il giorno seguente la Gradisca trasse in salvo 33 sopravvissuti del piroscafo Davide Bianchi, esploso e affondato intorno alle 2:50 del 4 settembre a una cinquantina di miglia per 320° da Tobruk, dov'era diretto, proveniente dal Pireo e in convoglio con i piroscafi Padenna e Sportivo e con la scorta delle torpediniere Lupo, Polluce e Calliope, con un carico di benzina.
Nel novembre 1942 la Gradisca ebbe occasione, in due distinti episodi, di recuperare gli equipaggi di due velivoli italiani precipitati in mare. Il 6 novembre, durante la navigazione verso Napoli, decedeva a bordo per malattia il generale di brigata del genio Guido Saltini appena sgombrato dal fronte.

#### 1943

La nave ospedale fotografata al largo di Bari

Nel marzo 1943 l'unità venne scelta per compiere una nuova missione di scambio di prigionieri invalidi, internati e personale protetto tra Regno Unito e Germania (si trattò del primo scambio di prigionieri effettuato tra queste due nazioni nel corso del conflitto). Oltre alla nave, le autorità italiane fornirono anche la quasi totalità dei prigionieri da scambiare: 812, mentre altri 26, tutti grandi invalidi, vennero prelevati da campi di prigionia tedeschi. Il 17 marzo la Gradisca consegnò gli 838 prigionieri britannici a Mersina e imbarcò un eguale numero di prigionieri e internati tedeschi. Tra i prigionieri consegnati vi fu il settantaduenne ammiraglio britannico Walter Cowan (unico ammiraglio della Royal Navy catturato dalle forze dell'Asse), che venne rimpatriato anche per proporre al governo britannico una pace di compromesso tra Gran Bretagna, Stati Uniti, Germania e Italia, proposta che rimase comunque lettera morta.
Nel maggio-giugno 1943 l'unità, insieme al piroscafo Argentina e alla motonave Città di Tunisi (recanti sui fianchi la scritta «PROTECTED» per essere riconoscibili) , partecipò ad altre due missioni (una in maggio e una l'8 giugno) di scambio di prigionieri feriti, internati e personale protetto nel porto turco (e neutrale) di Smirne: nelle due missioni vennero scambiate in tutto 9014 persone.

La Gradisca ormeggiata a Bari il 9 giugno 1943, dopo essere tornata dalla missione di scambio di prigionieri a Smirne. L'unità in primo piano è l'incrociatore ausiliario Brindisi.

Nel corso delle quattro missioni di scambio effettuate tra l'aprile 1942 e il giugno 1943 la Gradisca contribuì con il trasporto in tutto di 6.380 persone.
Nel luglio-agosto 1943, mentre le altre navi ospedale rimaste in efficienza (Aquileia, Toscana e Virgilio) erano impegnate nell'evacuazione di migliaia di feriti dalla Sicilia invasa dalle forze angloamericane, la Gradisca rimase l'unica unità di questo tipo in servizio tra l'Italia e la penisola balcanica (Albania e Dalmazia), compiendo tre missioni in luglio e due in agosto.
Alla proclamazione dell'armistizio la Gradisca si trovava in navigazione verso Patrasso. Seguendo gli ordini comunicati dalla Regia Marina e dal capo di stato maggiore generale, generale Vittorio Ambrosio, la nave ospedale proseguì la navigazione e arrivò a Patrasso l'11 settembre 1943. All'alba dell'11 settembre la nave, trovandosi all'imbocco del canale di Patrasso, attese inutilmente l'arrivo del pilota, quindi tentò di invertire la rotta e rientrare in Italia: individuata da idrovolanti della Luftwaffe, la Gradisca dovette dirigere su Prevesa, ove venne catturata. Un membro dell'equipaggio, il tenente medico di complemento Giulio Venticinque, sfuggì alla cattura e si unì a una formazione di partigiani greci quale medico: catturato da reparti tedeschi e torturato, venne impiccato ad Aghion il 23 gennaio 1944. Alla sua memoria venne conferita la Medaglia d'oro al valor militare. Il restante personale della Gradisca venne sbarcato e avviato alla prigionia in Austria e Germania.
Incorporata nella Kriegsmarine, la nave riprese servizio, con equipaggio misto italo-tedesco, il 3 ottobre 1943. Nei successivi mesi la Gradisca venne intensamente impiegata per conto delle forze tedesche tra Gherogambo (Cefalonia), Prevesa, Patrasso, Corinto e Marsiglia, partecipando tra l'altro a diverse missioni di scambio di prigionieri feriti o invalidi in Spagna e in Egitto.
L'8 dicembre 1943 la Gradisca, partita da Lero per Trieste con a bordo circa 800 prigionieri italiani feriti o malati e anche militari britannici anch'essi infermi e prigionieri, venne intercettata, in quanto sospettata di trasportare truppe, dai cacciatorpediniere britannici Tumult e Trourbridge (per altra fonte la nave venne fermata il 9 dicembre da motosiluranti britanniche) che la dirottarono su Brindisi, dove gli infermi italiani e britannici vennero sbarcati, mentre la nave fu lasciata ripartire.

#### 1944-1945

La Gradisca in disarmo a Venezia, probabilmente nel maggio 1945. Si può notare la copertura dei contrassegni da nave ospedale.

Il 26-27 ottobre 1944 la nave lasciò Salonicco alla volta di Chio (da dove poi sarebbe proseguita verso Trieste) con a bordo 1.940 soldati feriti. La Royal Navy, ritenendo che la Gradisca e l'altra nave ospedale che aveva contemporaneamente lasciato Salonicco, la Tübingen, potessero essere impiegate per l'evacuazione di truppe ancora abili al combattimento, inviò unità navali a intercettare e fermare le navi ospedale. Alle cinque del pomeriggio del 28 ottobre la Gradisca venne fermata dal sommergibile britannico Vampire al largo di Capo Paluiri e da questi condotta a Chio, dove giunse alle 13:05 del giorno seguente (alcune fonti riportano il concorso del cacciatorpediniere HMS Kimberley nella cattura e nella successiva scorta della nave Alessandria d'Egitto). Il 30 ottobre la nave ospedale lasciò Chio scortata dal cacciatorpediniere britannico Teazer e giunse ad Alessandria d'Egitto il 1º novembre. Parte dei feriti che si trovavano a bordo della nave vennero sbarcati ad Alessandria e fatti prigionieri.
Successivamente trasferita ad Algeri, dove i feriti rimasti vennero a loro volta sbarcati e catturati, la Gradisca, non essendo in effetti stata riscontrata alcuna irregolarità a bordo, venne rilasciata il 20 gennaio 1945 e tornò in mano tedesca, senza tuttavia essere più impiegata come nave ospedale. Fermata infatti a Venezia sul finire di febbraio e spogliata di tutti i materiali riutilizzabili, la nave venne disarmata il 20 marzo 1945 nella città lagunare, dove venne rinvenuta intatta e galleggiante alla fine del conflitto, nel maggio 1945.
Nel corso della seconda guerra mondiale la Gradisca aveva svolto complessivamente 77 missioni sotto bandiera italiana (74 di trasporto infermi e tre di soccorso), risultando per attività seconda solo all'Aquileia, e trasportando complessivamente 15.662 tra feriti e naufraghi e 43.676 malati.

### Gli ultimi anni

La nave incagliata a Gaudo nel 1946

Restituita agli armatori il 2 maggio 1945 (per altre fonti la nave a fine guerra fu dichiarata preda bellica dai britannici, ma si tratta probabilmente di un errore), la nave venne trasferita a Trieste e sottoposta a lavori di sistemazione per uso come trasporto. Rimasta di proprietà del Lloyd Triestino, ma requisita dal Mediterranean Shipping Board, la Gradisca riprese servizio il 4 novembre 1945, ma solo per breve tempo.
Alle 21:35 del 23 gennaio 1946, infatti, durante la navigazione da Porto Said a Malta con a bordo civili e militari britannici diretti nell'isola, la Gradisca s'incagliò violentemente in costa nei pressi dell'isolotto di Gaudo, restando arenata a circa cento metri dalla spiaggia (altre fonti indicano erroneamente l'incaglio come avvenuto nel gennaio 1950). L'incaglio provocò gravi danni, in particolare una falla nello scafo e conseguentemente un allagamento e lo sbandamento sulla dritta dell'unità, situazione resa sempre più grave dallo svilupparsi, nella notte tra il 28 e il 29 gennaio, di una violenta burrasca (in precedenza il tempo era incerto, con scirocco in aumento e sporadiche spruzzate di pioggia). Le paratie non resistettero e l'allagamento si estese alla sala macchine e ai locali caldaie, mentre equipaggio e passeggeri venivano tratti in salvo dall'incrociatore britannico Orion, inviato a soccorrere la nave. L'arrivo della nave da salvataggio Salventure fu tardivo e inefficace.
Giudicata troppo danneggiata per una sua riparazione, la Gradisca venne recuperata solo per essere demolita: riportata in condizioni di galleggiabilità nell'aprile 1946 (per altre fonti il 9 luglio 1947), la nave ospedale venne trainata a Venezia, dove fu disarmata e quindi demolita tra il 1949 e il 1950.

## Galleria d'immagini

La Gradisca a Massaua il 10 giugno 1936, in uso come nave trasporto infermi
La nave fotografata a Taranto nel 1941
Un'altra immagine dell'unità durante i soccorsi ai naufraghi di Matapan
La Gradisca durante la seconda guerra mondiale
Un'altra fotografia dell'unità in veste di nave ospedale